# Джебел
Джѐбел е град в Южна България. Той се намира в Област Кърджали и е в близост до град Момчилград. Градът е административен център на община Джебел. По данни на ГРАО към 15 март 2024 г. в града живеят 3706 души по настоящ адрес и 8712 души по постоянен адрес.

## География
Джебел се намира в Родопите. Заобиколен е от иглолистни гори. В близост до града се намира и естествен дъбов парк. Лятото е горещо, зимата е мека, почти безснежна. Средните юлски температури са около 24 °C, средните януарски са около 0 °C. Районът на Джебел се характеризира с голяма продължителност на слънчево греене – до 2250 часа, максимуми през юли и август.

## История
Името на Джебел (тур.Cebel) е с арабски корен (جبل, jabal) и в буквален превод на български означава „планина“. През древността районът е населяван от тракийски племена. До 9 век, когато е включен в границите на Първото българско царство, е в пределите на Римската империя и по-късно на Византия. През 60-те години на 14 век районът е завладян от османците. След Балканските войни е присъединен към България. До 1934 година носи името Шехджумая и е в границите на Мастанлийския окръг. От 1934 до 1949 година е включен в Старозагорския окръг. През 1940 г. към землището на с. Джебел са присъединени селата Главатарци и Едноверци. През годините между 1949 и 1959 г. е в Хасковския окръг, а през 1959 г. Джебелска община е административно подчинена на Кърджалийския окръг. През 1969 г. село Джебел е обявено за град. Същата година към него са присъединени селата Готварско и Дихановци. През 1986 г. към землището на селото е присъединено и село Генерал Фичево.

## Население
Численост на населението според преброяванията през годините:
| \| Година на преброяване \| Численост \| \| --------------------- \| --------- \| \| 1934 \| 1693 \| \| 1946 \| 2090 \| \| 1956 \| 2109 \| \| 1965 \| 3018 \| \| 1975 \| 3703 \| \| 1985 \| 4766 \| \| 1992 \| 2294 \| \| 2001 \| 2839 \| \| 2011 \| 3093 \| \| 2021 \| 3044 \| |           |
| Година на преброяване | Численост |
| 1934 | 1693      |
| 1946 | 2090      |
| 1956 | 2109      |
| 1965 | 3018      |
| 1975 | 3703      |
| 1985 | 4766      |
| 1992 | 2294      |
| 2001 | 2839      |
| 2011 | 3093      |
| 2021 | 3044      |

Етническият състав включва 1828 турци и 339 българи.
Основните вероизповедания са християнство и ислям.

## Икономика
Тютюнопроизводството е традиционен за общината отрасъл, но през последните години силно намалява. Други отрасли на икономиката са производството на текстил, металургия и металообработване (конструиране и производство на качествени хидравлични цилиндри за различни сектори на Европейския пазар).

## Обществени институции
Първото училище отваря врати на 1 ноември 1925 г. Сега на територията на града има две училища – Средно общообразователно училище „Христо Ботев“ и Професионална гимназия „Руска Пеева“.

## Забележителности
В границите на община Джебел се намира крепостта Устра.
Друга забележителност е Счупената планина, която се появява около 1900 г. в резултат на силно земетресение. Посреднощ, докато навън бушува буря, страшен гръм разтърсва с. Казаците, намиращо се в непосредствена близост до планината. В резултат на изместването на пластовете част от селото се оказва на върха на планината. Планината представлява стар вулканичен масив и има богато находище на перлит.

## Редовни събития
- 19 май: официален празник на община Джебел.